# 皮利亞卡山
9°51′39″S 77°38′03″W / 9.86083°S 77.63417°W
皮利亞卡山（Pillaka），是秘魯的山峰，位於該國北部安卡什大區，由蘇克查區和瓦揚區負責管轄，屬於內格拉山脈的一部分，海拔高度4,800米。